# Соль (Берн)
Соль (фр. Saules) — громада  в Швейцарії в кантоні Берн, адміністративний округ Бернська Юра.

## Географія
Громада розташована на відстані близько 38 км на північний захід від Берна.
Соль має площу 4,3 км², з яких на 3,8% дозволяється будівництво (житлове та будівництво доріг), 43,2% використовуються в сільськогосподарських цілях, 52,8% зайнято лісами, 0,2% не є продуктивними (річки, льодовики або гори).

## Демографія
2019 року в громаді мешкало 152 особи (+1,3% порівняно з 2010 роком), іноземців було 1,3%. Густота населення становила 36 осіб/км².
За віковим діапазоном населення розподілялося таким чином: 23% — особи молодші 20 років, 49,3% — особи у віці 20—64 років, 27,6% — особи у віці 65 років та старші. Було 66 помешкань (у середньому 2,3 особи в помешканні).
Із загальної кількості 22 працюючих 10 було зайнятих в первинному секторі, 4 — в обробній промисловості, 8 — в галузі послуг.